# Structure des articles scientifiques
« IMRED » redirige ici. Pour l'Institut méditerranéen du risque, de l'environnement et du développement durable, voir IMREDD.
La structure des articles scientifiques est l'ordre de présentation du contenu que suivent les articles rédigés à destination d'une communauté scientifique. En matière de publication scientifique, IMRAD ou IMRaD (Introduction, Methods, Results, and Discussion) constitue une structure standard communément employée dans les revues scientifiques. Ce plan est généralement reconnu comme propice à la lecture et à la diffusion des contenus. On rencontre aussi dans la littérature francophone l'acronyme IMRED ou IMReD (« introduction, méthodes, résultats et discussion »).

## Historique
L'article scientifique dans les sciences de la santé a évolué de la forme d'une lettre et d'un style purement descriptif au XVIIe siècle jusqu'à une structure très standardisée au XXe siècle, connue sous le nom de « introduction, methods, results, and discussion » (IMRAD) en anglais, ou « introduction, méthodes, résultats et discussion » (IMRED) en français.
Le format IMRED a été adopté par un nombre de plus en plus grand de revues scientifiques depuis la première moitié du XXe siècle. La structure IMRED a été amenée à dominer la publication académique dans les sciences, plus particulièrement dans la biomédecine empirique.
Il a été standardisé par l'ANSI en 1972 et 1979.

## Aperçu

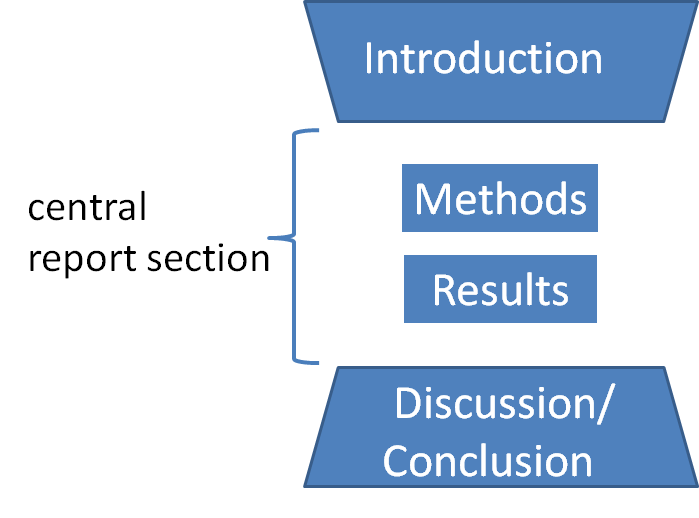
Fig.1: Modèle de structure en forme de verre à vin.

La plupart des articles scientifiques sont structurés selon le plan-type suivant, :
- Introduction – Pourquoi a-t-on entrepris l'étude ? Quelle était la problématique, l'hypothèse testée ou l'objectif de la recherche ?
- Méthodes – Quand, où et comment l'étude a-t-elle été effectuée ? Quels matériaux ont été utilisés ou qui faisait partie des groupes d'étude (patients, etc.) ?
- Résultats – Quelle réponse a été trouvée à la problématique ; qu'est-ce que l'étude a trouvé ? L'hypothèse testée était-elle vraie ?
- Discussion puis Conclusion – Qu'est-ce que la réponse pourrait impliquer et pourquoi cela est-il important ? Comment cela correspond-il à ce que d'autres chercheurs ont trouvé ? Quelles sont les perspectives pour de futures recherches ?

Le schéma figure 1 montre schématiquement comment aligner les informations dans la rédaction d'un article IMRaD. Le modèle a deux caractéristiques : la première est « forme symétrique de haut en bas » ; la seconde est le « changement de largeur », qui signifie que « le  haut est large et il devient étroit vers le milieu, puis s'élargit à nouveau vers le bas ». La première (« top-bottom symmetric shape » en anglais) représente la symétrie du développement de l'article. La seconde, le changement de la largeur du diagramme fig. 1, représente le changement de généralité du point de vue.

## Bénéfices
La structure IMRED s'est révélée bénéfique parce qu'elle facilite la revue de la littérature scientifique, en autorisant les lecteurs à naviguer entre les articles plus rapidement pour trouver les informations correspondant à leur objectif de recherche.